# 간다고 잊을소냐
"간다고 잊을소냐"는 1971년 공개된 대한민국의 영화이다.

## 배역
- 최무룡
- 윤정희